# Acanthothecis aquilonia
Acanthothecis aquilonia är en lavart som beskrevs av A. W. Archer & Elix. Acanthothecis aquilonia ingår i släktet Acanthothecis och familjen Graphidaceae.   Inga underarter finns listade i Catalogue of Life.